# Tacuta
Tatsuta (立田村; -mura) egy falu volt Japánban, az Aicsi prefektúra Ama körzetében.
2005. április 1-jén a város összeolvadt az Ama körzet Szaja és Szaori városaival és Hacsikai faluval. Az új város neve: Aiszai.
2003-ban, a falu népessége 8295 fő volt, népsűrűsége 336,24 fő per km². Teljes területe 24,67 km² volt.